# Radermahera
Radermahera (lat. Radermachera), biljni rod iz porodice katalpovki smješten u tribus paleotropske klade . Sastoji se od 19 vrsta drveća iz Indije, Indokine, južne Kine, Malezije i Nove Gvineje . 

## Opis
Drveće. Listovi nasuprotni, 1-3 perasto složeni; listići cjeloviti, peteljkasti. Cvatovi metličasti ili svedeni gotovo u snopove, vršni ili bočni; brakteje linearne ili lisnate. Čaška zvonasta, na vrhu 5-režnjevita ili usječena. Vjenčić lijevkasto-zvonast; cijev kratka ili duga, obrub neznatno dvousnen; režnjevi zaobljeni, rašireni. Prašnika 4 (ili 5), didinamnih ili podjednakih; obično prisutan staminod. Disk prstenast, malo mesnat. Ovuli brojni, u svakom lokulumu 2 reda. Stil uključen; stigma jezičasta, 2-režnjevita. Čahura se lokulicidno odvaja, duga, 2-uglata; pregrada stisnuta, drvenasta. Sjeme stisnuto, prozirno opnasto okriljeno na oba kraja. 

## Vrste
1. Radermachera boniana Dop
2. Radermachera coriacea Merr.
3. Radermachera eberhardtii Dop
4. Radermachera frondosa Chun & F.C.How
5. Radermachera gigantea (Blume) Miq.
6. Radermachera glandulosa (Blume) Miq.
7. Radermachera hainanensis Merr.
8. Radermachera ignea (Kurz) Steenis
9. Radermachera inflata Steenis
10. Radermachera microcalyx C.Y.Wu & W.C.Yin
11. Radermachera peninsularis Steenis
12. Radermachera pentandra Hemsl.
13. Radermachera pinnata (Blanco) Seem.
14. Radermachera quadripinnata (Blume) Seem.
15. Radermachera ramiflora Steenis
16. Radermachera sinica (Hance) Hemsl.
17. Radermachera stellata Steenis
18. Radermachera xylocarpa (Roxb.) Roxb. ex K.Schum.
19. Radermachera yunnanensis C.Y.Wu